# Ram Di Dam
Ram Di Dam var ett svenskt pop- och rockband från Göteborg som bildades 2007. Bandet släppte en EP samt en singelskiva och spelade på Peace & Love 2009. Deras låt Flashbacks ingår i soundtracket till spelet FIFA 11.

## Historia
Ram Di Dam bildades 2007 av fem killar som träffades då de gick på Schillerska gymnasiet i Göteborg. De började med att spela covers för att sedan gå över till att göra egna låtar. 2009 kom deras första skiva, A Liar To Admire EP, ut. Den innehöll fyra låtar. Skivan producerades av Kristian Anttila och fick god kritik. Deras singel Flashbacks plockades upp av SR P3 och bandet fick en hit. Flashbacks är också med i soundtracket till fotbollsspelet FIFA 11. 2009 spelade Ram Di Dam bland annat på Peace & Love och Debaser. 2011 blev bandet signade av Stranded Rekords och spelade in singlarna Leave A Mark och Different Beat. Ram Di Dam splittrades 2014, varpå Karl Sundström och Mathias Ek bildade det nya bandet Terra.

## Medlemmar
- Karl Sundström - sång, gitarr
- Jens Esping - gitarr
- Hugo Welther -bas
- Mathias Ek - trummor
- Tobias Sandström - gitarr

## Diskografi
EP
- A Liar To Admire EP (2009)
- A Million Secrets (maxi-EP med Stuffa) (2009)[5]

Singlar
- A Play Of Nonsense (med Uniforms For The Dedicated) (2009)[6]
- Leave A Mark (2011)
- Different Beat (2011)

## Fotnoter
1. ↑  ”Ram Di Dam lämnar ett avtryck”. Arkiverad från originalet den 27 maj 2011. https://web.archive.org/web/20110527202001/http://tunigo.com/2011/05/25/ram-di-dam-lamnar-ett-avtryck/. Läst 29 september 2011.
2. ↑  
  EA Canada.
  FIFA 11.     Electronic Arts.
3. ↑  ”Svenskt Rockarkiv - November 2008”. svensktrockarkiv.se. Arkiverad från originalet den 23 december 2011. https://web.archive.org/web/20111223175239/http://www.svensktrockarkiv.se/samlingar/maanadens-artistportraett/november-2008.aspx. Läst 3 mars 2012.
4. ↑  ”Intervju med Ram Di Dam juli 2009”. Arkiverad från originalet den 5 augusti 2012. https://archive.is/20120805010233/http://www.musicstage.se/intervjuer/intervjuer/5884-intervju-med-ram-di-dam-augusti-2011. Läst 29 september 2011.
5. ↑  Stuffa/Ram Di Dam på Discogs
6. ↑  ”A Play of Nonsense”. Arkiverad från originalet den 20 juli 2011. https://web.archive.org/web/20110720042729/http://uniformsforthededicated.com/2009/09/a-play-of-nonsense-3/. Läst 29 september 2011.